# Little Wigborough
Little Wigborough är en ort i civil parish Great and Little Wigborough, i distriktet Colchester i grevskapet Essex i England. Orten är belägen 10 km från Colchester. År 1953 blev den en del av den då nybildade Great and Little Wigborough. Parish hade 45 invånare år 1951.